# Río Lanjarón
Der nach dem Ort Lanjarón benannte Río Lanjarón ist ein nur ca. 21 km langer Bergfluss und ein Nebenfluss des Río Ízbor in der andalusischen Provinz Granada im Süden Spaniens.

## Verlauf
Der Río Lanjarón entspringt in den Südhängen der Sierra Nevada etwa 8 km (Luftlinie) südwestlich des 3396 m hohen Pico del Veleta; er fließt überwiegend in südwestlicher Richtung durch die Bergregion der Alpujarras und mündet schließlich in den vom Río Ízbor und vom Río Guadalfeo gebildeten Stausee der Embalse de Rules.

## Nebenflüsse
In den Río Lanjarón münden zahlreiche Bergbäche (ramblas oder barrancos), die jedoch nur nach stärkeren oder langanhaltenden Regenfällen oder während der Schneeschmelze im Frühjahr Wasser führen.

## Orte
Mit Ausnahme von Lanjarón gibt es am Fluss weder Städte noch Ortschaften.

## Sonstiges
Der Río Lanjarón trägt wesentlich zur Versorgung der Grundwasserquellen eines in ganz Spanien beliebten Mineralwassers bei.